# John Black
John Black (geboren als John Robicheaux, later Forrest Alamain) is een personage uit de soapserie Days of Our Lives. De rol startte in 1985 toen een man die volledig in het verband zat naar Salem kwam. De rol werd toen door Robert Poynton gespeeld en zijn gezicht was nooit te zien, hij werd altijd The Pawn (de pion) genoemd. De geschiedenis van geen enkele andere rol in de soapwereld is zo vaak veranderd als die van John. Drake Hogestyn werd naar de serie gehaald om Wayne Northrop te vervangen in de rol van Roman Brady. Eerst nam hij de naam John Black aan, maar dan ontdekte zijn geliefde, Marlena Evans dat John eigenlijk Roman was. Een jaar later verliet Deidre Hall (Marlena) de serie. Toen ze in 1991 door de schrijvers van Days gevraagd werd om terug te komen stelde ze één voorwaarde en dat was dat Wayne Norhtrop ook terugkeerde als Roman Brady. De schrijvers gingen akkoord, maar wilden Hogestyn niet ontslaan omdat hij heel populair was. Daardoor verzonnen ze de verhaallijn dat de echte Roman Brady die in 1984 zogezegd om het leven gekomen was al die jaren door Stefano DiMera werd vastgehouden en dat John naar Salem werd gestuurd als valse Roman. Toen beide Romans in Salem waren leek het vrij ongeloofwaardig dat iedereen zich had vergist omdat John een stuk groter was dan Roman en er ook jonger uitzag. Nadat de echte Roman terugkwam nam hij dan de naam John Black aan. Sindsdien verandert zijn verleden van voor zijn tijd in Salem geregeld. Eerst kwam aan het licht dat hij Forrest Alamain heette en afstamde van een Europese familie, dan bleek hij ook een priester geweest te zijn en een paar jaar later bleek dat enkel een dekmantel geweest te zijn in de prinses Gina-verhaallijn. Nog later kwam uit dat John niet de zoon was van Leopold Alamain, maar van zijn schoonzuster Daphne DiMera en dat John eigenlijk de broer was van zijn aartsvijand Tony DiMera. In 2007 ging zijn personage dood, maar zoals zovelen het hem al voorgedaan hadden in Salem kwam ook hij even later weer tot leven en nu bleek dat hij de zoon was van Colleen Brady en Santo DiMera en dat hij dus de halfbroer was van Stefano DiMera. Zijn geboortenaam was Ryan Brady (later blijkt dat de echte Ryan Brady dood is). Besparingen eisten een tol in Days en de twee populaire en dure personages John en Marlena werden ontslagen eind 2008. Op 23 januari 2009 waren ze voor het laatst te zien. In september 2011 maken ze opnieuw hun opwachting, het is nog niet geweten of het voor een langere periode zal zijn.

## Personagebeschrijving

### John als Roman Brady
John kwam in 1985 naar Salem en wist niet wie hij was, hij stond simpelweg bekend als The Pawn. Nadat zijn verband afgedaan werd na plastische chirurgie bedacht hij de naam John Black. Hij nam een job aan in het ziekenhuis en werd bevriend met dokter Marlena Evans. Marlena hielp John met het terugkrijgen van zijn geheugen via hypnose. Sommigen dachten dat John eigenlijk Stefano DiMera was, die het geld en de middelen wel had om zich zo drastisch te laten ombouwen als hij dat wilde. Nadat Marlena een tatoeage bij John zag van een feniks schrok ze en dacht ze dat hij inderdaad Stefano kon zijn. Nadat ze foto's zag van hem voor de operatie en erna dacht Marlena echter dat John weleens haar dood gewaande man Roman Brady kon zijn. Hoewel John zich zijn verleden niet kon herinneren wist hij dat hij van Marlena hield en geloofde hij dat ze zijn vrouw was. "Roman" en Marlena hernieuwden hun trouwgeloften.
In 1987 kwam Marlena om het leven toen het vliegtuig waar ze in zat ontplofte. Roman leerde dan Diana Colville kennen die zijn dochter Carrie redde van de verdrinkingsdood. Carrie en Diana konden het goed met elkaar vinden. Victor Kiriakis zat samen met Diana's moeder achter het geld aan dat ze van haar vader geërfd had en Victor dwong haar om met hem te trouwen maar Roman kon het huwelijk verhinderen.
In 1988 verscheen Stefano levend en wel weer in Salem. Deze keer wilde hij zijn zoon terug. Stefano was de vader van een doof jongetje, Benji Hawk, dat bij Steve & Kayla Johnson woonde. Stefano stuurde zijn helper Iago naar Salem om Benji naar hem te brengen, Iago vermoordde Benji’s moeder Ellen Hawk. Roman Brady die intussen weer in Salem was (nu gespeeld door acteur Drake Hogestyn), was in het jaar dat hij door Stefano gevangen gehouden werd geprogrammeerd om een ultieme moordenaar te zijn. Stefano liet nu Roman geloven dat hij de moordenaar van Ellen was en om er nog een schepje bovenop deed hij hem ook geloven dat Marlena nog steeds in leven was.
Op Halloween liet Stefano Carrie, de dochter van Roman, ontvoeren en liet haar overbrengen naar een eiland van de Bahama's, waar hij ook Orion Hawk, de grootvader van Benji, gevangen hield omdat die zijn plannen om Benji te kidnappen gesaboteerd had. Stefano stuurde Roman een anonieme brief en vroeg om Carrie om te ruilen voor Benji. Maar Stefano was helemaal niet van plan om Carrie terug te geven, hij werd vertederd door haar en wilde haar als zijn eigen dochter opvoeden. Uiteindelijk ontvoerde Stefano Benji, die erg veel van zijn vader hield, en slaagde erin om Roman, Diana, Shane Donovan, Kimberly Brady, Steve Johnson en Kayla Brady naar het eiland te lokken. Nu hij al zijn vijanden gevangen had trakteerde hij hen allemaal op een diner voor Thanksgiving waarbij hij onthulde waarom hij had ontvoerd: toen Roman voor hem werkte moest hij voor Stefano een machtige vijand vermoorden en moest een gebouw opblazen. Toevallig was Benji ook in dat gebouw en door het lawaai van de ontploffing was hij doof geworden en daarom wilde Stefano wraak. Dan zei Stefano het codewoord Pagoda waardoor Roman opnieuw een moordmachine zou worden en hij beval hem om iedereen te vermoorden. Diana slaagde er echter in om dit te verhinderen en Roman ging nu achter Stefano aan. Beiden ontmoetten elkaar opnieuw op de klif waar ze vier jaar eerder ook al stonden. Stefano viel bijna van de klif af en nadat hij dreigde dat zijn handlangers Diana zouden neerschieten hielp Roman hem weer overeind.
Stefano slaagde erin om Roman opnieuw in trance te brengen en beval hem Diana neer te schieten, maar de trance had steeds minder effect en Roman schoot haar niet neer. Dan nam Stefano Diana mee en liet het er op lijken dat ze in een ontploffing omgekomen was. Nadat Roman weer in Salem was bleef Stefano hem lastigvallen. Hij ontmoette Roman buiten de stad en gaf hem de keuze, ofwel kreeg hij Marlena terug, ofwel Diana. Roman, die ervan overtuigd was dat Marlena dood was koos voor Diana. Benji, die zich verscholen had in Romans auto was getuige van dit alles en geloofde nu eindelijk wat iedereen altijd beweerde, dat zijn vader een slechte man was. Nadat Benji aan Stefano zei dat hij hem haatte vluchtte Stefano met zijn helikopter en verliet Salem voor enkele jaren.
Roman en Diana verloofden zich, maar dan dook Cal Winters op die beweerde met Diana getrouwd te zijn. Cal moest uiteindelijk toegeven dat ze niet getrouwd waren maar wilde Diana kost wat kost terug en na een gevecht met Roman werd Roman neergeschoten en belandde in een coma. Cal nam de schuld op zich en ging zelfs naar de gevangenis. Nadat Diana zich liet hypnothiseren door Kimberly ontdekte ze dat zij degene was die Roman had neergeschoten had, maar dat had ze uit haar geheugen gewist. Diana werd verscheurd door een schuldgevoel en besloot om Salem voorgoed te verlaten.
Nadat hij in 1990 zijn zus Kayla hielp om haar vrij te pleiten voor de moord op Marina Toscano leerde hij Marina's zus Isabella Toscano kennen en werd close met haar. Toen aan het licht kwam dat Isabella Marina had vermoord moest Roman haar arresteren, maar ze werd vrijgelaten nadat bewezen werd dat het om zelfverdediging ging. Later dat jaar werd bekend dat Isabella de dochter was van Romans vijand Victor Kiriakis, maar ondanks dit bleef hij toch samen met haar.

### Relatie met Isabella en Marlena
In 1991 keerde zijn dood gewaande vrouw Marlena terug naar Salem. Ze had enkele jaren in coma gelegen op een eiland. Toen Roman en Marlena in Mexico op zoek gingen naar degene die Marlena gevangen had gehouden stootten ze op de echte Roman Brady, die ook jaren gevangen gehouden werd en nu ontsnapt was. Het bleek nu dat Stefano John gehersenspoeld had zodat hij dacht dat hij Roman was. Roman II besloot nu om de naam John Black aan te nemen. John bleef bij Isabella en Marlena keerde terug naar haar huwelijk met Roman.
De waarheid omtrent Johns verleden kwam aan het licht en het bleek dat hij eigenlijk Forrest Alamain te heten en hij was de zoon van Leopold en Philomena Alamain, Europese aristocraten. Ze dachten dat Forrest als klein jongetje verdronken was in het zwembad. Zijn broer Lawrence Alamain woonde ook in Salem en had Jennifer Horton verkracht en probeerde nu Carrie te verleiden, maar daar stak John een stokje voor. Isabella werd zwanger en zij en John trouwden. Ze kregen een zoon die John Brady noemde, als eerbetoon aan de vijf jaar dat hij als een Brady geleefd had. Toen ze terugkwamen van hun huwelijksreis werd er alvleesklierkanker vastgesteld bij Isabella en kort daarna overleed ze in de armen van John.
Na de dood van zijn vrouw begon John een affaire met Marlena. De verhouding werd ontdekt door Marlena’s dochter Sami Brady, toen John en Marlena hun seksuele driften niet langer konden tegenhouden en seks hadden op de bureautafel van Marlena. Dan bleek dat Marlena zwanger was, maar zij dacht dat het kind van Roman was. Sami ontdekte dat John de vader was en niet Roman. Marlena wilde haar huwelijk met Roman doen slagen.

### Kristen Blake
John was inmiddels verliefd geworden op Kristen Blake, de aangenomen dochter van Stefano. Kristen had eigenlijk een relatie met Tony DiMera, maar net zoals bij Roman en Marlena kon dat John niet tegenhouden om een vrouw te veroveren.
In februari 1994 Sstuurde Stefano John vanuit Maison Blanche, een landhuis in de buurt van New Orleans, drie puzzelstukjes die een deel van een foto van Maison Blanche vormden. John wist dat Stefano hem aan het kwellen was en wilde meer te weten komen over het huis op de foto. Nadat hij ontdekte dat het Maison Blanche was ging John naar New Orleans. Bij zijn aankomst werd hij gevangengenomen door Stefano en zijn handlangster Celeste Perrault. Stefano hield John gevangen in de kelder en probeerde hem te hersenspoelen. Celeste kreeg sympathie voor John en zei dat hij zijn cel goed moest doorzoeken. Na zoeken vond hij achter een steen een inscriptie waarop stond ‘Johnny Black, 1984’. Erachter vond hij een halsketting met een kruis en een gebedje op een stuk papier. Via een stemopname van John lokte Stefano ook Marlena naar New Orleans. Toen ze aankwam werd ze door Celeste verdoofd en bij John opgesloten. Stefano wilde Johns geheugen wissen, maar Marlena probeerde dit te voorkomen door voor Stefano te strippen. Daarna dwong Stefano Marlena om Roman te bellen en te zeggen dat ze op vakantie was met John. Intussen werd Celeste jaloers op Marlena omdat ze wist dat Stefano verliefd was geworden op haar.
Later kwamen Kristen, Tony, Peter, Jennifer, Bo en Billie naar Maison Blanche voor een liefdadigheidsevenement dat Kristen organiseerde. Billie zag daar een vrouw die leek op Bo’s dode vrouw Hope, maar niemand geloofde haar. Hope was inderdaad levend en wel en woonde op Maison Blanche onder de naam Gina. Ook Roman verscheen ten tonele, om Peter Blake te arresteren voor drugstrafiek. De jaloerse Celeste liet gas in de cel van John en Marlena lopen en er brak een brand uit. Roman kon hen allemaal redden. Tony en Kristen waren erg verbaasd om John geketend terug te vinden. Tony ging het huis binnen om de computer van Stefano te redden, waar bestanden over Johns verleden op stonden. Maison Blanche brandde af. Tony kon de computer meenemen maar werd wel blind door de brand. Stefano probeerde samen met Hope te ontsnappen maar John kon dit verhinderen en redde Hope. Bo en Billie waren in shock toen ze Hope zagen nadat ze vier jaar dood gewaand was. Hope wist echter niet meer wie ze was en beweerde Gina te heten.
Kristen begon een nieuwe affaire met John. Toen Kristen ontdekte dat Tony wist dat Stefano nog in leven was en dat hij Kristens anticonceptiepil had vervangen door suikerpillen verliet Kristen Tony en trok bij John in. Via een notitieboekje op de computer van Maison Blanche, die Kristen kraakte ontdekte ze dat John een priester was geweest. John kon dit echter niet geloven en hij en Kristen gingen naar het klooster waar hij vroeger was en daar werd bevestigd dat hij een priester was. John wilde uittreden, maar een vriend vond dat hij een tijd als priester moest leven om te zien wat hij opgaf. Kristen ging terug naar Tony, die een pistool gekocht had om John te vermoorden. Toen ze hem vertelde dat John een priester was liet hij het idee varen om hem om te brengen. Een tijd later kreeg Tony zijn zicht terug, maar verzweeg dat om Kristen en John samen te betrappen.
Nadat John uitgetreden was verliet Kristen Tony opnieuw voor hem. Tony ontdekte dat hij een fatale bloedziekte had en niet meer lang te leven had. Hij bedisselde een ingenieus plan om zelfmoord te plegen en John te laten opdraaien voor moord. Hij schreef zijn plan op in zijn dagboek en biechtte dit ook op aan priester Francis. Toen deze niet bereid was te zwijgen stal Tony zijn pillen voor de bloeddruk waarop hij een hartaanval kreeg. In het ziekenhuis sneed Tony de ademhaling af waardoor priester Francis in coma viel.
Op de huwelijksreceptie van Jennifer en Peter zorgde Tony ervoor dat John tegen hem schreeuwde dat hij hem zou vermoorden. Dan ging Tony naar zijn kamer en lokte John naar daar door hem te bellen. Tony en John begonnen te vechten en John ging langs een deur weg waar Tony poederresten van een pistool op gedaan had. Dan begon André te smeken dat John hem niet zou neerschieten terwijl er andere bewoners van Salem aan de deur luisterden. Dan activeerde hij een apparaatje waardoor een pistool hem neerschoot en daarna op de grond viel. Toen hulp kwam vonden ze Tony dodelijk gewond. Stefano ontdekte dat zijn zoon zelfmoord gepleegd had maar verzweeg dit om eens en voor altijd van John af te geraken zodat hij Marlena voor zich had.
Het proces van John begon in 1996. Kristen verklaarde dat ze geloofde dat John haar echtgenoot Tony vermoord had. Omdat Stefano de jury had omgekocht werd John ter dood veroordeeld. Op de avond van Johns executie dineerde Stefano met Marlena. Zij vond het dagboek van Tony en ontdekte dat John onschuldig was. Via Jack Deveraux werd het dagboek aan de rechtbank bezorgd en werd John vrijgelaten. Marlena zei tegen Stefano dat ze hem haatte. Stefano wist dat de grond onder hem te heet werd en probeerde te vluchten, hij nam Marlena mee. Stefano probeerde met Marlena te ontsnappen maar John kon Marlena redden, Stefano ontsnapte met een helikopter.
Stefano keerde terug naar Salem zoals hij gezworen had. Hij vroeg aan Kristen om hem te helpen bij de ontvoering van Marlena. Aanvankelijk weigerde ze, maar toen ze ontdekte dat John van Marlena hield ging ze akkoord. Marlena ging met het vliegtuig naar San Francisco, samen met Rachel Blake, de moeder van Kristen. Nadat de politie ontdekte dat Stefano in Salem was liep het plan om Marlena te ontvoeren op haar vlucht naar San Francisco mis. Stefano dwong Vivian Alamain en haar helper Ivan Marais om hem te helpen Salem te ontlvuchten.
Marlena en Rachel maakten plannen voor een nieuwe reis. Stefano liet het zo lijken alsof hij gevangengenomen werd, maar in feite was het iemand met een latex masker die voor Stefano moest doorgaan. Dit raakte echter pas bekend nadat het vliegtuig naar San Francisco was opgestegen. Nadat het DiMera huis doorzocht werd vond John Rachel Blake vastgebonden. Stefano, die vermomd was als Rachel zat op het vliegtuig met Marlena en ensceneerde een crash waardoor iedereen dacht dat zowel Stefano als Marlena dood waren.
Stefano nam Marlena mee naar het ondergrondse Parijs waar hij regeerde als koning. Marlena kreeg een zware depressie en een dokter vertelde Stefano dat als ze niet snel opgevrolijkt werd dat ze zou sterven. Stefano had een speciale bril waardoor Marlena haar geliefden in Salem kon zien. Hij had echter nog een bril in Salem waardoor John Marlena kon zien. Stefano ontdekte dit probeerde John te vermoorden door een gebouw op te blazen. Het plan mislukte maar Stefano vertelde Marlena dat John was omgekomen in de explosie. Stefano liet Marlena uit haar kooi om naar het carnaval in Parijs te kijken, waar ze gezien werden door Vivian en Ivan. Nadat hij vernam dat John in Parijs was stuurde Stefano een fax in naam van John naar Rachel en Kristen met de vraag naar Parijs te komen.
John ontdekte dat Stefano Marlena gevangen hield in de Parijse ondergrondse wereld. Om Stefano uit zijn tent te lokken organiseerde John een groot bal waar de kroon van koningin Marie-Antoinette tentoongesteld zou worden. John wist dat Stefano deze dan zou proberen te stelen voor zijn koningin Marlena. John dacht ook dat Stefano Marlena in een gouden jurk zou steken. Stefano anticipeerde echter en zorgde ervoor dat er een aantal vrouwen waren op het bal die hetzelfde gekleed waren als Marlena. John, Kristen, Abe, Lexie en een Franse agente die bevriend was met John waren op het bal om Marlena te zoeken. Marlena kwam oog in oog met Kristen en de vrouwen begonnen te ruziën. Marlena vond John, maar Stefano kon hem verdoven en slaagde er zelfs in om de kroon te stelen.
Stefano hield een proces voor John en werd veroordeeld tot onthoofding. Gelukkig vonden Vivian en Ivan hen op tijd en konden John van de guillotine bevrijden. John en Marlena probeerden te vluchten door de ondergrondse tunnels. Kristen en haar moeder Rachel besloten om ook ondergronds te gaan om John te redden. Na een explosie werd hen de pas afgesneden, maar Abe en Lexie bevrijden hen. Toen ze John vonden hield hij een pistool tegen Stefano. Marlena was gewond door de explosie en John vroeg aan Rachel of ze het pistool tegen Stefano kon houden zodat hij Marlena kon dragen. Stefano slaagde erin te ontsnappen en Rachel volgde hem. Ze kwamen in de buurt van een gastank en zonder bewust te zijn van de consequenties schoot Rachel op Stefano waarop de tank ontplofte. Stefano en Rachel werden beiden dood gewaand, al bleek later dat enkel Rachel hierbij het leven had gelaten.
Stefano keerde terug naar Salem en kwam erachter dat Kristen en John problemen hadden. Hij vertelde hen dat hij nog steeds in leven was en dat hij hen zou helpen. Stefano zei tegen Kristen dat ze zo snel mogelijk met John moest trouwen. Ze was haar kind van John verloren maar Stefano chanteerde haar dokter zodat het leek alsof ze wel nog zwanger was.
Stefano haalde Susan Banks naar Salem. Susan was zwanger en zag eruit als een debiel, maar met een blonde pruik en valse tanden leek ze als twee druppels water op Kristen. Susan ging ermee akkoord om zich als Kristen voor te doen en het kind af te staan in ruil voor een grote som geld. Marlena, die zich had teruggetrokken omwille van Kristens zwangerschap begon vermoedens te krijgen en vertelde haar vriendin Laura Horton dat als ze niet beter wist ze zou zeggen dat Kristen niet zwanger was.
Daniel Scott kwam naar Salem om geld af te persen van Peter, maar helaas liep hij Stefano tegen het lijf. De twee maakten ruzie en Daniel waarbij Daniel uit het raam viel en stierf. Stefano deed een latex masker over hem zodat het leek dat Peter gestorven was. Op de begrafenis van Peter zag Laura dat Kristen haar buik tegoei aan het steken was toen ze dacht dat niemand keek. Laura rende naar de kerk om dit tegen Marlena te vertellen, maar kwam oog in oog te staan met Stefano en Peter. Stefano nam Laura mee naar het huis van Peter. Hij wilde haar mee het land uitnemen samen met Peter, maar Peter en Kristen vroegen of er geen andere manier was om het probleem op te lossen. Dan liet Stefano een van zijn wetenschappers het geheugen van de laatste dagen van Laura uitwissen. Hij liet haar achter op een bank in het park van Salem en vluchtte samen met Peter uit Salem.
Stefano huurde verpleegster Lynn Burke in om voor Laura te zorgen en haar pillen te geven waardoor ze zeker niet achter de waarheid zou komen. Intussen was Susan Banks geobsedeerd geworden door John. Kristen zou Susan opsluiten in een van de geheime kamers van het DiMera-huis maar het was Marlena die in deze kamer belandde nadat ze de waarheid over Kristen ontdekt had. Susan had Kristen bij Marlena opgesloten. Susan had intussen een hele bruiloft opgezet met een Elvis-thema, haar grote idool. Marlena en Kristen moesten dit bekijken via een videoscherm. Wanhopig om de bruiloft te stoppen probeerde Kristen uit de kamer te komen en raakte daarbij een gasleiding waardoor zij en Marlena bewusteloos waren. Stefano was inmiddels ook weer in Salem en dwong Vivian Alamain en haar helper Ivan om hem te helpen. Stefano kwam naar de trouw vermomd als kelner. Laura dook ook op en beschuldigde Kristen/Susan ervan Marlena ontvoerd te hebben. Ze sloeg haar waardoor haar valse tanden eruit vlogen. Susan bekende alles aan John en hij slaagde erin om Kristen en Marlena te redden uit de geheime kamer. Kristen werd ontmaskerd en John verbrak de verloving.

### Romans genezing
John en Marlena verenigden zich en hadden een verlovingsfeest in de Penthouse Grill. Kristen verstoorde het feest en dreigde van het balkon te springen. Stefano was ook op het feest om Marlena te ontvoeren maar door Kristen mislukte dat en hij was erg kwaad op haar. Ze wilden trouwen in juli 1997 maar hier staken Kristen en Stefano een stokje voor. Terwijl Marlena zich aan het klaarmaken was daagde Kristen op met een verrassing. Ze kwam binnen met een rolstoel waarin Marlena’s dood gewaande ex-man Roman Brady zat. Via Shane Donovan kwamen John en Marlena aan de weet dat hij aan een dodelijk virus leed en het bericht verspreid had dat hij overleden was omdat hij niet wilde dat zijn familie hem zag lijden. Kristen overtuigde John en Marlena dat het meest comfortabele voor Roman was om bij haar te komen wonen. Roman, die niet in het ziekenhuis wilde blijven, ging in op haar aanbod. Ze zorgde al meteen voor problemen door te zeggen dat zij met John getrouwd was en dat Marlena geen andere man meer gehad had sinds Roman Salem verlaten had.
Stefano liet zich vrijwillig gevangennemen en vertelde aan John dat hij een geneesmiddel had voor Roman. Met de hulp van Lexie en Abe kon Stefano ontsnappen. John ging met Stefano naar de luchthaven waar Kristen ook was, ze overtuigde John en Stefano om mee te gaan. Marlena wilde ook mee, maar John zei dat ze in Salem moest blijven omdat het een val kon zijn. Hope wilde Kristen in de gaten houden en verstopte zich op het vliegtuig. Toen John Hope ontdekte was Stefano furieus en hij wilde haar terugbrengen naar Salem, maar dat ging niet omdat ze dan zeker gevangengenomen zouden worden. John, Hope, Stefano en Kristen reisden naar een groot huis in de jungle waar ze voorgesteld werden aan dokter Rolf, die aan het tegengif voor Roman aan het werken was. Toen dokter Rolf eindelijk het tegengif klaar had viel het flesje kapot.
Dokter Rolf zei dat de enige manier om nog een ander tegengif te maken was dat iemand zich in de jungle waagde om daar een speciale orchidee te zoeken. John en Hope gingen vrijwillig de jungle in. Ze vonden de orchidee en John stak die in zijn rugzak, maar dan werden ze aangevallen door indianen en John viel van een klif en werd dood gewaand. Hope vond de rugzak terug, maar de orchidee was verdwenen, er waren enkel nog wat zaadjes over. Rolf slaagde erin om hier een tegengif mee te maken. Toen ze naar Salem wilden terugkeren dook John weer op, vergiftigd door een indianenpijl. Rolf genas John en ze gingen allen naar Salem. Op de terugweg stortte het vliegtuig neer boven de Bermudadriehoek. Ze overleefden de ramp en keerden terug naar Salem met het tegengif. Ze kwamen net op tijd in het ziekenhuis waar Marlena op het punt stond met Roman te trouwen omdat hij stervende was en dat zijn laatste wens was. Roman kreeg het tegengif toegediend en Stefano kreeg gratie voor al zijn misdaden. Het tegengif werkte echter niet volledig. Stefano wist dat dit kon gebeuren en zei dat de enige manier om Roman te redden was dat hij bloed moest geven en dat met mengen met een ander middeltje. Hij wist dit omdat hij ook ooit aan de ziekte geleden had. Stefano had echter een voorwaarde, hij wilde dit enkel doen als Marlena hem zou vergeven en met hem bevriend zou worden. Hij wilde een gerespecteerd burger van Salem worden. Marlena ging met enig aarzelen akkoord. Roman kreeg een tweede tegengif toegediend en genas deze keer.

### De plannen van Kristen en Susan
Kristen geloofde dat als ze Susans zoon Elvis, die zij John Junior noemde, terug kon krijgen dat John opnieuw van haar zou houden. Kristen vertelde aan Susan dat de enige mogelijkheid om de baby tegen Stefano te beschermen was als zij hem opvoedde. Celeste en Marlena ontdekken dat Stefano de vader is van het kind van Susan, maar dit ontkende hij. Kristen lokte Susan naar haar thuis en drogeerde haar en liet haar papieren tekenen waarin ze al haar rechten op Elvis afstond aan haar. Ze vermomde zich als Susan en ontvoerde Elvis. Toen Susan Kristen confronteerde zwaaide zij met de papieren die bewezen dat het kind nu van haar was. Susan wilde in de ijskoude rivier springen om zelfmoord te plegen, maar John kon haar net op tijd tegenhouden. Toen Stefano ontdekte wat Kristen gedaan had hielp hij John om Elvis terug aan Susan te geven. Kristen daagde Susan voor het gerecht, maar Susan, John en Marlena waren haar te slim af. John leidde Kristen af en Susan deed zich voor als Kristen op het gerecht en zei dat ze fout was geweest en dat ze de papieren wilde vernietigen. Toen Kristen hiervan hoorde was ze woedend. John vond dat het beter was dat Susan en Elvis Salem zouden verlaten. Stefano probeerde dit te verhinderen, maar kwam te laat op de luchthaven.
Terwijl Stefano Peter aan het helpen was maakte Kristen allerlei plannen. Kristen ontvoerde Susans zus zuster Mary Moira en belde naar Susan. Ze zei dat ze naar Salem moest komen en dat ze een witte jurk moest dragen of dat haar zus anders zou sterven. Kristen plande om Susan te verkopen als slavin en dat ze zou vast komen te zitten op een eiland. Susan kwam naar het huis van Kristen en deze bood haar een frisdrank in een blikje aan. Susan aanvaardde omdat ze dacht dat Kristen zeker geen blikje kon vergiftigen, maar daar sloeg ze de bal mis. Kristen vroeg waar Elvis was en Susan zei dat die nog steeds in Engeland was. Ze kregen ruzie en Kristen dreigde Susan te vermoorden met een briefopener. Susan viel flauw vanwege het vergiftigde blikje frisdrank.
In de volgende scène ging Susan naar de luchthaven waar Abe en Roman haar tegen hielden. Susan had hen eerder op de avond gebeld om te zeggen dat Kristen Mary Moira had ontvoerd. Dan kregen ze een telefoon van John en Marlena die zeiden dat ze Kristen dood teruggevonden hadden in haar zwembad en dat Susan nu zeker niet kon terugkeren naar Engeland, hoewel er gedacht werd dat ze zelfmoord had gepleegd. Dan zei ze in haar eigen: het was niet de bedoeling dat Susan zou sterven, waardoor bleek dat Kristen zich had vermomd als Susan om zo het land uit te vluchten. Na een tijd kwam ook Susan in beeld, zij was toch door Kristen verkocht als slaven en zat nu vast op een eiland. De vraag rees dan wie er dan wel dood was en uiteindelijk bleek dat Susan nog een zus, Penelope Kent, had die bij de geboorte werd afgestaan en die van haar adoptieouders een tandoperatie kreeg waardoor ze er niet zo afzichtelijk uitzag als Susan, maar het evenbeeld was van Kristen. Susans verloofde uit Engeland Edmund bleek de moordenaar te zijn, maar Susan vergaf het hem omdat het een misverstand was en Penelope toch stervende was. Kristen belandde nu zelf in de slavengevangenis waar Susan eerst in zat en Susan vertelde dit ook aan niemand, zelf ging ze in Engeland wonen en liet Stefano denken dat zij Kristen was door hem af en toe op te bellen.

### Prinses Gina
John besloot dan om op zoek te gaan naar zijn verleden. Hij ging naar Lugano in Zwitserland, waar hij vroeger priester was. Daar ontdekte hij dat zijn verleden weleens gelinkt kon zijn aan dat van prinses Gina Von Amberg. In Salem werd John meteen herkend door het moerasmeisje dat Bo had meegebracht naar Salem. Zij bleek Greta Von Amberg te zijn, de dochter van Gina en priester John was vroeger een van haar favoriete personen. Marlena werd jaloers op de vriendschap tussen John en Greta. Intussen had Stefano Hope opnieuw getransformeerd in Gina en zij had ook de gevoelens van de echte Gina en was dus verliefd op John.
John ging ermee akkoord om zich door Marlena te laten hypnotiseren om zo meer over zijn verleden te weten te komen. Greta hielp door hem te herinneren aan een dans met Gina. Toen John van streek was onderbrak Marlena de hypnose. Toen Marlena hem vroeg of hij zich iets herinnerde zei hij nee, maar naderhand kwam hij hierop terug en zei dat hij zich een vrouw herinnerde die sterk op Hope leek. John zei dat het tijd was om het verleden achter zich te laten en zich te focussen op zijn relatie met Marlena.
Hope vroeg aan Lili Faversham om haar te helpen om een rode jurk die Gina ooit droeg, opnieuw te maken. Op een etentje met John, Marlena, Bo en Greta daagde Hope op in de rode jurk, waarop John een herinnering had een Gina toen ze dezelfde jurk droeg. Gina vroeg John om mee te gaan naar Europa maar toen hij zei dat hij niet kon omwille van Marlena besloot Gina om zich van Marlena te ontdoen.
Hope/Gina probeerde John te overtuigen om dieper in zijn verleden te kijken en zei tegen Marlena dat John misschien ergens anders nog een gezin had. John verzekerde Marlena dat hij een priester was vroeger en dat er niets was tussen hem en Gina. In een van haar herinneringen van Gina zag ze dat John zijn priesterkleren uit deed en haar passioneel kuste. Stefano legde intussen aan dokter Rolf uit dat hij John naar een seminarie stuurde als dekmantel, maar dat hij nooit een priester geworden was.
Gina chanteerde dokter Rolf om ervoor te zorgen dat John terug getransformeerd werd in haar oude geliefde. Rolf zei dat hij dit kon doen als hij John in de geheime kamer van het DiMera-huis kon krijgen. Gina werd nerveus toen Stefano haar beval om de vervalsingen van de schilderijen voor het einde van de dag af te hebben. Ze vroeg Stefano om de oude John terug te brengen, maar dan gaf Stefano het bevel aan dokter Rolf om John opnieuw in een huurmoordenaar te veranderen. John kwam in trance en stond op het balkon van Marlena’s penthouse, klaar om te springen. Marlena kon hem net op tijd redden. Op een etentje bij Vivian onthulde John zijn plannen om me Marlena te trouwen wat Gina en Stefano erg schokte. Stefano ontdekte dat Gina nog niet klaar was met de vervalsingen en was woedend.
John en Marlena stonden op het punt om te trouwen. Dokter Rolf had Gina een apparaat gegeven om John te transformeren in haar geliefde. Stefano had een vlucht naar Europa geboekt en was niet in Salem tijdens de bruiloft. Gina sprak buiten Salem met John af om het een portret te geven dat ze van hem geschilderd had, maar de transformatie mislukte. Kort daarna was de ceremonie waar Marlena en John hun liefde voor elkaar uitspraken. Gina was erg aangedaan. Gina ontdekte dat ze op huwelijksreis gingen naar Hawaï. Kort daarna vond Bo een briefje van Hope waarin ze zei dat ze Salem verlaten had. Hij was bang dat ze naar Stefano was. Na een gesprek met Greta, Billie en Eric over het ongewone gedrag van Hope kwamen ze allen tot de conclusie dat Stefano Hope enkele maanden eerder weer in Gina had getransformeerd. Nadat Stefano ontdekte dat Marlena en John toch getrouwd waren keerde hij meteen terug naar Salem, waar Bo hem confronteerde met zijn vermoedens.
Terwijl John en Marlena op het strand van Hawaï liepen, zag John een vrouw die aan het verdrinken was. Hij sprong in het water om haar te redden, maar werd dan verdoofd en aan boord van een onderzeeër gebracht. Nadat hij wakker werd zag hij Gina en dacht hij dat hij in het jaar 1985 was. Dan zei John dat hij zich herinnerde dat Stefano hem zei dat hij in Roman Brady zou getransformeerd worden. Nadat John Gina bedankte dat hij hem van Stefano gered had bedreven ze de liefde. Bo’s confrontatie met Stefano werd onderbroken door een telefoon van Marlena, die hem vertelde dat John verdwenen was. Toen Stefano vernam dat Bo naar Hawaï ging, volgde hij hem. In het hotel liep Marlena hem tegen het lijf, maar hij verzekerde haar dat hij niet wist waar John en Hope waren en dat hij vastberaden was hen te vinden. Nadat Johns bebloede broek aanspoelde dacht Marlena dat hij door haaien was aangevallen. Stefano had intussen de duikboot gelokaliseerd en ging aan boord. John viel Stefano aan met een mes maar werd door zijn handlangers gestopt en in de zee gegooid.
John bereikte het strand waar Marlena hem vond. Ze nam hem mee naar het ziekenhuis voor een controle en hij was gezond. Bo vroeg haar of dat de vrouw die hij probeerde te redden Hope was, maar John begreep niet dat hij zoiets vroeg. Dan legde Bo uit dat hij dacht dat Stefano Hope in Gina veranderd had en omdat Gina verliefd was op John nam hij aan dat ze samen waren. John, die opnieuw normaal was, zei dat hij zich niets kon herinneren. In de onderzeeër dreigde Stefano ermee om Gina terug in Hope te veranderen. Om hem te stoppen verleidde Gina Stefano en ze bedreven de liefde. Nadat Stefano een telefoontje kreeg dat John nog leefde was Gina erg opgetogen. Stefano vond dat Gina wel erg veel leek op de echte prinses Gina. Toen Gina vroeg hoe prinses Gina gestorven was gaf Stefano geen antwoord. Dan kwam een beeld van een kasteel in Frankrijk en een oude grijze verrimpelde vrouw, die op een oudere Hope leek, de echte prinses Gina. In Salem besloten Greta en Eric Brady om naar Europa te gaan om meer te ontdekken over het leven van Gina. John stelde aan Marlena voor om te veinzen dat hij zijn geheugen van vroeger terug had om Gina’s vertrouwen te winnen en zo bezwarende info over Stefano te verzamelen, maar Marlena vond dit te gevaarlijk. In Parijs ging Gina naar haar oude huis en vond daar een brief van John. Op hetzelfde moment las prinses Gina de brief van John, waarin hij haar beloofde om haar te komen halen.
De echte prinses Gina wist uiteindelijk te ontsnappen uit de torenkamer waar ze al jaren gevangen gehouden werd en probeerde Stefano in brand te steken. Na een gevecht op een brug met Stefano, belandde ze in het koude water en werd ze dood gewaand.
Hope dook terug op in Salem en belde Bo en Shawn vanop de Fancy Face II. Bo was heel blij en de twee hadden een innige reünie. Shawn vond echter dat zijn moeder hem weinig aandacht gaf en ging weer weg, gevolgd door Bo. Dan belde Hope naar Kurt en werd duidelijk dat ze prinses Gina was en niet Hope, nadat ze de val in de Seine in Parijs overleefde onderging ze plastische chirurgie om er weer jong uit te zien. Prinses Gina vroeg aan Kurt om Hope op te sluiten in de toren.
Intussen in Salem kwam "Hope" oog in oog te staan met Marlena en in een opwelling knipte ze pluken uit haar haar, ze wilde ook Marlena te lijf gaan, maar dat kon John nog net verhinderen. Ze ging ermee akkoord om therapie te volgen bij Marlena onder hypnose. Ze was echter bestand tegen Marlena en was niet echt gehypnotiseerd. Ze loog over het feit dat ze een affaire had met John nog voor dat hij met Marlena getrouwd was. Nadat John haar duidelijk maakte dat hij enkel van Marlena hield besloot prinses Gina om haar grote liefde op te geven en een leven te leiden als Hope Williams in een gezin met Bo en Shawn.
Inmiddels ging "Hope" met een klein pistool op zoek naar Stefano en hield hem onder schot. Ze vertelde hem dat de ze de echte Renet nog had en dat de opgebrande een vervalsing was. Stefano mocht de Renet hebben als hij voorgoed Salem verliet. Stefano ging de Renet halen in het kasteel van prinses Gina, maar werd daar door Kurt overvallen en hij sloot hem op samen met Hope. Stefano kon een zender maken van een oude fonograaf en zond een S.O.S. bericht. Hope bleef in Bo geloven, dat hij haar zou komen redden.
Shawn uitte zijn twijfels over zijn moeder aan Marlena en John. Na een nieuwe hypnosesessie ontdekte Marlena dat Hope een gespleten persoonlijkheid had. Op het kerstfeest verbaasde Hope iedereen door Bo ten huwelijk te vragen. Bo nam het aanzoek maar wat graag aan, maar Shawn was er niet gelukkig mee. Marlena zei aan Hope dat ze de trouw moest uitstellen en ze kregen ruzie. Op de dag van de bruiloft gooide ze Marlena buiten en vertelde aan Greta dat ze een pistol onder haar trouwkleed droeg. John ging naar het huwelijk en Bart en Rolf waren er ook, vermomd. Na de ceremonie ging iedereen naar de receptie bij de Penthouse Grill.
Shawn hoorde Hope met Kurt bellen om te controleren hoe het daar ging. Hij begon een discussie met Hope op het balkon en dan trok ze haar pistool en beval hem om op de rand van het balkon te gaan staan. Marlena kwam nu tussen beide en Hope zei dat ze van het balkon moest springen. Nadat ze dat weigerde schoot Hope haar neer. Bo was er nu ook en begon met Hope te vechten, dan ging het pistool af en Hope was geraakt. Shawn was bewusteloos en werd naar het ziekenhuis gebracht. Toen hij ontwaakte, verklaarde hij dat Hope had geprobeerd hem te vermoorden.
Prinses Gina had een gescheurde aorta en Craig en Lexie opereerden haar. Bo en Shawn zaten bij het ziekbed van Hope toen ze haar ware identiteit wilde onthullen, maar dan stierf ze. Na een lange zoektocht werden Hope en Stefano bevrijd en keerden ze terug naar Salem.

### De babywissel
Hope kwam zwanger terug uit Frankrijk en Bo wist dat hij niet de vader van Hopes kind kon zijn omdat ze de liefde niet meer bedreven hadden sinds Hope terug in Gina getransformeerd was. Zowel John als Stefano vroegen zich nu af of zij de vader waren van het kind. John ging naar Stefano om te vragen of hij ervoor kon zorgen dat Hope zich nooit meer iets zou kunnen herinneren van haar tijd als prinses Gina. Stefano zei hem dat John de vaardigheid had om de microchip zelf uit Hopes hals te verwijderen.
Marlo, een nicht van Rolf, kwam naar haar oom in Salem omdat ze zwanger was. Ze was even ver als Hope en Stefano besloot om haar te gebruiken om haar baby te verwisselen met die van Hope bij de geboorte zodat ze niet konden ontdekken wie de vader was van Hopes kind. Abe en Lexie probeerden al maanden om zwanger te worden, maar dat lukte niet en daardoor wilden ze adopteren. Stefano zei tegen hen dat ze Marlo’s kind moesten adopteren en ondanks dat ze niet helemaal voor Marlo te vinden waren gingen ze hier toch mee akkoord. Marlo was aan de drank en Stefano en Rolf moesten haar geregeld van de fles afhouden. Toen Hope moest bevallen injecteerde Rolf Marlo met een spuit waardoor ze ook moest bevallen zodat beiden op hetzelfde moment bevielen. Hope kreeg een zoon, JT, terwijl Marlo geboorte gaf aan Isaac. Beide baby’s werden naar de materniteit gebracht waar Rolf, verkleed als vrouwelijke dokter, de armbandjes die voor de kinderen bestemd waren verwisselde met speciale armbandjes. Door de lichaamswarmte van de baby’s veranderden de namen van de baby’s waardoor de verpleegsters dachten dat ze de baby’s in het verkeerde bedje gelegd hadden. Bo hoorde de verpleegsters praten over hun foutje, maar dacht hier verder niet bij na. Toen JT terug aan zijn ouders gegeven werd vonden ze dat hij er wat anders uitzag, maar een verpleegster zei dat dit vrij normaal was bij een pasgeboren kind.
Bo, Hope en Shawn waren er kapot van om te horen dat JT aan een alcoholsyndroom leed en Hope gaf zichzelf de schuld omdat ze veel gedronken had in haar tijd als prinses Gina. Stefano probeerde een DNA-staal te pakken te krijgen van Isaac terwijl John hetzelfde probeerde bij JT. Isaac was een kerngezonde baby en dat vond Bo wel raar omdat Marlo vaak dronken was. Lexie ging vaak op bezoek bij Hope met Isaac en Hope vond dat Isaac sommige dingen net hetzelfde deed als Shawn toen hij klein was.
Marlo bleef voor problemen zorgen en tijdens een ruzie met Rolf verloor hij zijn zelfbeheersing en duwde haar van de trap. Haar lijk werd in het meer gedumpt. Lexie was bij het lijk van Marlo uitgekomen maar Stefano overtuigde haar om te zwijgen. Lexie ging akkoord uit angst om Isaac te verliezen, maar voelde zich wel schuldig omdat ze tegen anderen moest liegen.
Stefano en John werkten samen om achter de identiteit van Hopes baby te komen. Stefano moest de resultaten vervalsen omdat hij de enige was die op de hoogte was van de babywissel. De uitkomst wees John aan als vader en John biechtte dit op aan Marlena en Hope. Ze besloten om dit verborgen te houden voor Bo.
Glen Reiber, de echte vader van JT kwam naar Salem met zijn vrouw Barb om zijn kind op te eisen, maar hij dacht dat dit Isaac was. Er werd een test gedaan maar Stefano liet het laboratorium waar de test gedaan werd ontploffen en liet nog enkele bommen in Salem ontploffen om de aandacht van het lab af te leiden, waaronder een brug waarover Jennifer en JT net aan het rijden waren. Jack kon Jennifer redden, maar JT viel met zijn maxicosi in de rivier. JT zat in de maxicosi van Isaac en Glen en Barb vonden hem en dachten dat het om Isaac ging en besloten hem te ontvoeren. In restaurant Tuscany hoorde Lexie een discussie tussen Hope en Marlena en ontdekte dat JT niet de zoon van Bo was. Door de ontploffing werd Lexie gewond, John bracht haar naar het ziekenhuis. Nadat Glen en Barb op het nieuws zagen dat JT verdwenen was beseften ze dat ze de verkeerde baby hadden en brachten JT weer veilig thuis. Barb zag de resultaten van de vaderschapstest als eerste en was gechoqueerd om te zien dat Glen de vader van JT was en kwam tot de conclusie dat de baby’s verwisseld waren. Omdat ze zelf een kind van Glen wilde besloot Barb om dit niet te vertellen aan Glen.
De waarheid kwam uiteindelijk toch aan het licht en Glen en Barb kregen het hoederecht over JT en Bo en Hope kregen hoederecht over Isaac die ze nu Zack Brady noemden. Stefano was inmiddels uit Salem gevlucht. Er werd nu een nieuwe vaderschapstest gedaan omdat de vorige niet betrouwbaar waren en John bleek dan toch niet de vader te zijn van Zack, maar Bo. Zowel Bo als Hope konden zich niet herinneren dat ze met elkaar geslapen hadden. Het gezin Brady was erg opgelucht nu Zack de zoon van Bo was, maar John vond het wel jammer omdat hij zich was gaan hechten aan zijn zoon.